# М'яка обкладинка
М'яка обкла́динка (англ. softcover або paperback) — м'яка захисна обкладинка книжки, зазвичай виготовлена зі звичайного паперу. На відміну від палітурки, яка типово виготовляється з цупких матеріалів — таких як картон або шкіра, м'яка обкладинка виготовляється з офсетного паперу.